# Majrbiek Szeripow
Majrbiek Szeripow (ros. Майрбек Шерипов, ur. 1905 w obwodzie tereckim w Rosji, zm. 7 listopada 1942 w Czeczeno-Inguszetii) – czeczeński prawnik, dysydent, partyzant, działacz polityczny i bojownik o wolność narodów Kaukazu, jeden z przywódców czeczeńskiego powstania antyradzieckiego z lat 1940–1944.

## Biografia
Był młodszym bratem Asłanbieka Szeripowa, dowódcy Czeczeńskiej Armii Czerwonej, zabitego we wrześniu 1919 r. przez białych. W młodości wstąpił do Wszechzwiązkowej Partii Komunistycznej (bolszewików). Pracował jako prawnik. W 1938 r. został aresztowany za prowadzenie propagandy antysowieckiej, ale już w 1939 r. wyszedł na wolność. W 1941 r. został przewodniczącym lespromsowieta Czeczeno-Inguszetii ASRR. Według części źródeł pełnił funkcję prokuratora. Jednakże jesienią 1941 r. lub w lutym 1942 r. w rejonie aułu Szatoj rozpoczął walkę zbrojną z władzą sowiecką. Działania jego oddziałów powstańczych objęły swoim zasięgiem szatojewski, czeberłojewski i część itum-kalińskiego rejonów Czeczeno-Inguszetii. Połączył swoje siły z oddziałami Chasana Israiłowa, tworząc wspólny sztab powstańczy. Połączone oddziały partyzanckie osiągnęły liczebność ok. 15 tys. bojowników. W listopadzie 1941 r. powołał Czeczeńsko-Górską Organizację Narodowo-Socjalistyczną jako organ polityczny powstańców. W sierpniu 1942 r., kiedy wojska niemieckie zbliżyły się do terytorium Czeczeno-Inguszetii, zamierzał nawiązać kontakt z mułłą Dżawotchanem Murtazalijewem, ukrywającym się od 1925 r., który posiadał wśród miejscowej ludności wysoki autorytet. Z jego pomocą chciał rozszerzyć zasięg powstania. 17 sierpnia powstańcy M. Czeripowa uzyskali duży sukces, zajmując auł Chimoj. 20 sierpnia okrążyli Itum-Kal, ale garnizon Armii Czerwonej odparł ataki, po czym dwie kompanie piechoty zmusiły powstańców do odwrotu, zadając im spore straty. Za nimi wyruszyła jednocześnie grupa specjalna NKWD, zabijając M. Szeripowa 7 listopada. Według części źródeł skonfliktował się on ze swoimi podkomendnymi, którzy go zabili. Część jego bojowników zasiliła oddziały Ch. Israiłowa, część działała samodzielnie, a niektórzy poddali się dobrowolnie.